# Empicoris incredibilis
Empicoris incredibilis är en insektsart som beskrevs av Peter Wolfgang Wygodzinsky 1966. Empicoris incredibilis ingår i släktet Empicoris och familjen rovskinnbaggar. Inga underarter finns listade i Catalogue of Life.